# فورتسکیو، میسوری
فورتسکیو (به انگلیسی: Fortescue) یک روستا (ایالات متحده آمریکا) در ایالات متحده آمریکا است که در شهرستان هالت، میزوری واقع شده‌است.
 فورتسکیو ۰٫۲۰ کیلومتر مربع مساحت و ۳۲ نفر جمعیت دارد و ۲۶۲ متر بالاتر از سطح دریا واقع شده‌است.